# Frickingen
Frickingen – miejscowość i gmina w Niemczech, w kraju związkowym Badenia-Wirtembergia, w rejencji Tybinga, w regionie Bodensee-Oberschwaben, w powiecie Jezioro Bodeńskie, wchodzi w skład związku gmin Salem.

## Współpraca
Miejscowości partnerskie:
- Dürrröhrsdorf-Dittersbach, Saksonia
- Frick, Szwajcaria